# Râul Răscoala, Largu
Râul Răscoala este un curs de apă, afluent al râului Largu. 

## Hărți
- Harta Munții Neamțului - Stânișoara  Arhivat în 22 iulie 2011, la Wayback Machine.